# Lentella
Lentella község (comune) Olaszország Abruzzo régiójában, Chieti megyében.

## Fekvése
A megye keleti részén fekszik. Határai: Cupello, Fresagrandinaria, Mafalda és Montenero di Bisaccia.

## Története
Első említése a 7. századból származik. A következő századokban nemesi birtok volt. Önállóságát a 19. század elején nyerte el, amikor a Nápolyi Királyságban felszámolták a feudalizmust.

## Népessége
A népesség számának alakulása:

## Főbb látnivalói
- SS. Cosma e Damiano-templom